# Kabaka
Kabaka ist der Titel des Königs des Reiches Buganda, das innerhalb Ugandas liegt. Alternativer Titel des Kabaka ist Ssabataka.
Das Reich Buganda wird traditionell durch zwei Könige regiert: durch ein rein spirituelles Wesen und einen Menschen. Der übernatürliche König, repräsentiert durch die königlichen Trommeln Mujaguzo, existiert immer unverändert und stellt somit sicher, dass es zu jeder Zeit einen König in Buganda gibt. Der in den Trommeln mujaguzo verkörperte König verfügt wie für Könige üblich über einen Palast, Beamte, Diener und Wachen. Der menschliche Thronanwärter muss spezielle Riten auf den königlichen Trommeln absolvieren, um König des Königreiches Bughanda werden zu können. Mit den königlichen Trommeln wird auch die Geburt eines neuen Mitglieds der königlichen Familie offiziell verkündet, genauso wie auch der Tod des regierenden Königs.
Traditionelle Musik besaß für die Zeremonien und zur Unterhaltung eine zentrale Bedeutung am Hofe von Buganda. Zum Palastorchester gehörten die Trompetengruppe amakondere, das Trommelspiel entenga aus 15 gestimmten Trommeln und Holmxylophone wie die amadinda, die Flöte endere, die Schalenleier endongo und Kalebassen-Gefäßrasseln. Anfang des 20. Jahrhunderts kam die Fiedel endingidi hinzu. Eine herausgehobene Position bekleidete der Spieler der Bogenharfe ennanga. Er lebte als einer der wenigen angestellten Musiker permanent im Palast. Als persönlicher Harfenist des Kabakas trug er den Ehrentitel mulanga und hatte die Aufgabe, den Herrscher von den Neuigkeiten in seinem Land zu unterrichten und Nachrichten und Beschwerden der Bürger in Liedform gekleidet zu übermitteln.
Am 4. April 1971 folgte Ronald Muwenda Mutebi II. seinem verstorbenen Vater Edward Mutesa II. nach dessen Beerdigung in den Kasubi-Gräbern auf den Thron und erhielt den offiziellen Titel des Königreichs – Ssabataka. Er war erst 16 Jahre alt, weswegen die Krönung nicht durchgeführt wurde. Als der Prinz volljährig wurde, erlaubten die politischen Unruhen in den Jahren Idi Amins keine Krönung zum Kabaka, wie es die Verfassung vorschreibt. Er blieb Ssabataka bis zum 31. Juli 1993, als die Umstände es ermöglichten, ihn zum Kabaka des Königreichs Buganda zu krönen. Anders als seine Vorgänger, die in jungen Jahren Kabaka wurden, was dazu führte, dass das Land darum von Ministern verwaltet wurde, hatte Kabaka Mutebi II. keine Minister, da das Reich ohne Lukiiko (Parlament), das die Minister hätte einsetzen müssen, handlungsunfähig war.

## Kabakas von Buganda
- Kintu, spätes 14. Jahrhundert
- Chwa I., frühes 15. Jahrhundert
- Kimera, etwa 1420–1447
- Ttembo, etwa 1447–1474
- Kiggala, etwa 1474–1501
- Kiyimba, etwa 1501–1501
- Kayima, etwa 1528–1528
- Nakibinge, etwa 1555–1582
- Mulondo, etwa 1582–spätes 16. Jahrhundert
- Jjemba, spätes 16. Jahrhundert
- Ssuuna I., spätes 16. Jahrhundert–etwa 1609
- Ssekamanya, etwa 1609–frühes 17. Jahrhundert
- Kimbugwe, frühes 17. Jahrhundert
- Kateregga, etwa 1636–1663
- Mutebi I., Jjuuko und Kayemba, etwa 1663–1690
- Tebandeke und Ndawula, etwa 1690–1717
- Kagulu, Kikulwe und Mawanda, etwa 1717–1744
- Mwanga I., Namugala und Kyabaggu, etwa 1744–1771
- Jjunju und Ssemakokiro, etwa 1771–1797
- Ssemakokiro, etwa 1797–1814
- Kamaanya Kadduwamala, 1814–1836
- Ssuuna II., 1836–1856
- Mutesa I., 1856–1884
- Mwanga II., 1884–1888
- Kiwewa Mutebi II., 1888, Thronprätendent während des Exils von Mwanga II.
- Kalema, 1888–1889, Thronprätendent während des Exils von Mwanga II.
- Mwanga II., 1889–1897
- Daudi Chwa II., 1897–1939
- Mutesa II., 1939–1969
- Interregnum, 1969–1993
- Ronald Muwenda Mutebi II., seit 1993